# تاتار (هزاره)
هزارهٔ تاتار یکی از قبیله‌های هزاره‌ها است که بیشتر سنی‌مذهب هستند و عمدتاً در شمال و شمال‌غربی افغانستان و نیز جمعیت کوچکی از آن‌ها در ولایت بامیان زندگی می‌کنند. آن‌ها به گویش هزارگی از زبان فارسی صحبت می‌کنند.